# Benito Perojo González
Benito Perojo González (Madrid, 14 de juny de 1894-ib., 11 de novembre de 1974), director, productor i guionista de cinema espanyol.
De família acabalada, era fill d'un periodista i polític d'origen cubà, José Perojo Figueres. Es va llicenciar en Londres en enginyeria elèctrica, amb el que va accedir a les noves tecnologies que amb posterioritat va aplicar al seu cinema. Se'l considera habitualment un dels pares del cinema espanyol, els començaments del qual va marcar amb algunes característiques essencials (gust per les adaptacions literàries i ús freqüent de temes relacionats amb el folklore). Va intervenir en totes les branques de la cinematografia i fins i tot va ser actor.
Els seus primers treballs daten del principi de la dècada dels deu, per a la Sociedad Productora Patria Film: el 1913 realitza Cómo se hace un periódico i en 1915 intenta explotar el filó còmic de Charlot, personatge creat pel genial Charles Chaplin, imitant-lo com a "Peladilla", personatge còmic que li va atorgar gran fama i amb el qual va interpretar i va dirigir diversos curtmetratges aquest any. Després va estar a França fins que va tornar en 1923.
El seu flamenquisme folklòric, que li va guanyar l'estima de les masses, el va disgustar amb Luis Buñuel i a altres intel·lectuals de la Generació del 27; aquest tenia el "Perojismo" com un dels mals endèmics del cinema espanyol. Aliè a tot va continuar conreant Perojo la seva versió del musical espanyol, identificat amb l'andalusisme. Van ser els seus grans èxits Malvaloca (1927), adaptació del drama rural dels Germans Álvarez Quintero; El negro que tenía el alma blanca (1934), adaptació de la novel·la d'Alberto Insúa; La verbena de la Paloma (1935), versió de la famosa sarsuela del mateix títol; i Goyescas (1942), al costat de l'actriu i cantant Imperio Argentina, que es va afermar com la diva en aquesta etapa del cinema espanyol i amb qui va treballar també a l'Argentina amb els títols La maja de los cantares (1946) i Lo que fue de la Dolores (1947). Aquesta última realització va ser seleccionada per a participar al 2n Festival Internacional de Cinema de Canes, en 1947.
Després del seu retorn a Espanya en 1948 Perojo va fundar una productora, labor que va eclipsar per complet la seva faceta com a director, que va decidir relegar a l'oblit fins a la seva mort, esdevinguda a Madrid en 1974. Es troba enterrat al Cementiri de San Isidro.
Perojo va dirigir nombroses adaptacions fílmiques de clàssics i èxits literaris de la seva època: Mariquilla Terremoto (1938), El barbero de Sevilla (1938), sobre l'obra homònima de Beaumarchais (1773/1775) transformada en òpera per Gioacchino Rossini; Nuestra Natacha (1936), sobre el drama d'Alejandro Casona; El negro que tenía el alma blanca (de la que va fer dues versioes, 1927 y 1934), sobre la novel·la d'Alberto Insúa; Marianela (1940), sobre la novel·la de Benito Pérez Galdós; Niebla (1932), sobre la novel·la de Miguel de Unamuno; Es mi hombre (1934), sobre la tragèdia de Carlos Arniches; El hombre que se reía del amor (1932), sobre una novel·la d'Insúa; Mamá (1931), sobre la comèdia de Gregorio Martínez Sierra / María Lejárraga; Malvaloca (1926); Boy (1926), sobre l'obra de Luis Coloma; Donde las dan las toman (1916); La verbena de la Paloma (1934), o La casta Susana (1945), per exemple. La seva filmografia es troba a la Filmoteca Nacional.

## Curts com a director i actor còmic "Peladilla"
- Garrotazo y tentetieso (1915).
- Peladilla, cochero de punto (1915).
- Donde las dan las toman (1915).
- Clarita y Peladilla en el football (1915).
- Clarita y Peladilla van a los toros (1915).

## Filmografia com a director
- (1924) Más allá de la muerte
- (1926) El negro que tenía el alma blanca.
- (1928) La condesa María.
- (1928) Corazones sin rumbo. Coproducció hispano-austríaca dirigida per Benito Perojo i Gustav Ucicky.
- (1929) La bodega.
- (1930) Un hombre de suerte.
- (1931) El embrujo de Sevilla
- (1932) Es mi hombre (nova versió sonora amb Valeriano León).
- (1932) Niebla
- (1933) Crisis mundial.
- (1933) El hombre que se reía del amor
- (1933) Se ha fugado un preso.
- (1933) Susana tiene un secreto.
- (1934) El negro que tenía el alma blanca (nova versió musical).
- (1935) La verbena de la Paloma.
- (1935) Rumbo al Cairo.
- (1936) Nuestra Natacha.
- (1938) El barbero de Sevilla.
- (1938) Mariquilla Terremoto.
- (1939) Suspiros de España.
- (1939) Los hijos de la noche
- (1940) Marianela.
- (1940) La última falla.
- (1941) Héroe a la fuerza.
- (1942) Goyescas.
- (1943) Stella.
- (1944) La casta Susana.
- (1944) Siete mujeres.
- (1945) Chiruca.
- (1945) Villa Rica del Espíritu Santo.
- (1946) La maja de los cantares.
- (1947) La copla de la Dolores.
- (1948) ¡Olé, torero!.
- (1948) La hostería del caballito blanco.
- (1948) La novia de la Marina.

## Filmografia com a productor
- (1953) Aventuras del barbero de Sevilla. De Ladislao Vajda.
- (1954) Novio a la vista. De Luis García Berlanga.
- (1954) Morena Clara. De Luis Lucia.
- (1956) El amor de don Juan. De John Berry.
- (1956) Gli amanti del deserto. De Goffredo Alessandrini.
- (1956) La chica del barrio. De Ricardo Núñez.
- (1957) Susana y yo. D'Enrique Cahen Salaberry.
- (1957) Maravilla. De Javier Setó.
- (1958) Pan, amor y... Andalucía. De Javier Setó.
- (1960) Un rayo de luz. De Luis Lucia.
- (1961) Ha llegado un ángel. De Luis Lucia.
- (1963) El turista o Millonario por un día. D'Enrique Cahen Salaberry.
- (1963) La verbena de la Paloma. De José Luis Sáenz de Heredia.
- (1965) La pérgola de las flores. De Román Viñoly Barreto
- (1966) Un novio para dos hermanas. De Luis César Amadori.
- (1966) Dos pistolas gemelas. De Rafael Romero Marchent.
- (1966) Las locas del conventillo. De Fernando Ayala.
- (1967) Grandes amigos. De Luis Lucia.
- (1970) El mesón del gitano. D'Antonio Fernández-Román.
- (1971) La orilla. De Luis Lucia.

## Filmografia com a guionista
- (1929) La bodega. De Benito Perojo.
- (1934) La verbena de la Paloma. De Benito Perojo.
- (1938) Suspiros de España. De Benito Perojo.
- (1941) Héroe a la fuerza. De Benito Perojo.
- (1942) Goyescas. De Benito Perojo.
- (1970) El mesón del gitano. D'Antonio Fernández-Román.